# منابه رزرو
منابه رزرو (به لاتین: Menabe Reserve) یک منطقه حفاظت‌شده در ماداگاسکار است که در Western Madagascar واقع شده‌است.